# Kaysville
Kaysville – miasto w Stanach Zjednoczonych, w stanie Utah, w hrabstwie Davis.